# Aulnois-sur-Seille
Aulnois-sur-Seille és un municipi francès, situat al departament del Mosel·la i a la regió del Gran Est. L'any 2007 tenia 250 habitants.

## Demografia

### Població
El 2007 la població de fet d'Aulnois-sur-Seille era de 250 persones. Hi havia 101 famílies, de les quals 17 eren unipersonals (4 homes vivint sols i 13 dones vivint soles), 29 parelles sense fills, 34 parelles amb fills i 21 famílies monoparentals amb fills.
La població ha evolucionat segons el següent gràfic:
Habitants censats

### Habitatges
El 2007 hi havia 115 habitatges, 98 eren l'habitatge principal de la família, 4 eren segones residències i 13 estaven desocupats. 88 eren cases i 27 eren apartaments. Dels 98 habitatges principals, 59 estaven ocupats pels seus propietaris, 38 estaven llogats i ocupats pels llogaters i 1 estava cedit a títol gratuït; 3 tenien dues cambres, 11 en tenien tres, 21 en tenien quatre i 63 en tenien cinc o més. 73 habitatges disposaven pel capbaix d'una plaça de pàrquing. A 43 habitatges hi havia un automòbil i a 49 n'hi havia dos o més.

### Piràmide de població
La piràmide de població per edats i sexe el 2009 era:
| Homes | Edats   | Dones |
| ----- | ------- | ----- |
| 0     | 95 o +  | 0     |
| 0     | 90 a 94 | 0     |
| 4     | 85 a 89 | 4     |
| 0     | 80 a 84 | 0     |
| 4     | 75 a 79 | 4     |
| 12    | 70 a 74 | 12    |
| 0     | 65 a 69 | 4     |
| 4     | 60 a 64 | 4     |
| 4     | 55 a 59 | 4     |
| 8     | 50 a 54 | 4     |
| 4     | 45 a 49 | 0     |
| 8     | 40 a 44 | 12    |
| 16    | 35 a 39 | 8     |
| 16    | 30 a 34 | 12    |
| 4     | 25 a 29 | 12    |
| 4     | 20 a 24 | 4     |
| 12    | 15 a 19 | 4     |
| 12    | 10 a 14 | 16    |
| 16    | 5 a 9   | 16    |
| 12    | 0 a 4   | 0     |

## Economia
El 2007 la població en edat de treballar era de 165 persones, 139 eren actives i 26 eren inactives. De les 139 persones actives 137 estaven ocupades (70 homes i 67 dones) i 2 estaven aturades (2 dones i 2 dones). De les 26 persones inactives 4 estaven jubilades, 15 estaven estudiant i 7 estaven classificades com a «altres inactius».

### Ingressos
El 2009 a Aulnois-sur-Seille hi havia 95 unitats fiscals que integraven 248 persones, la mediana anual d'ingressos fiscals per persona era de 19.646,5 €.

### Activitats econòmiques
Dels 15 establiments que hi havia el 2007, 1 era d'una empresa de fabricació d'altres productes industrials, 4 d'empreses de construcció, 2 d'empreses de comerç i reparació d'automòbils, 1 d'una empresa de transport, 1 d'una empresa d'hostatgeria i restauració, 1 d'una empresa immobiliària, 2 d'empreses de serveis i 3 d'entitats de l'administració pública.
Dels 6 establiments de servei als particulars que hi havia el 2009, 3 eren paletes, 1 fusteria, 1 restaurant i 1 agència immobiliària.
L'any 2000 a Aulnois-sur-Seille hi havia 4 explotacions agrícoles que ocupaven un total de 796 hectàrees.

## Equipaments sanitaris i escolars
El 2009 hi havia una escola elemental.

## Poblacions més properes
El següent diagrama mostra les poblacions més properes.